# 52 př. n. l.

## Události

### Římská republika
Konzulové: Quintus Caecilius Metellus Pius Scipio Nasica a Gnaeus Pompeius Magnus.
- Gnaeus Pompeius Magnus se oženil s Cornelií Metellou.
- Titus Annius Milo byl souzen za vraždu Clodia a navzdory Ciceroově právní ochraně byl v provincii Massilia (moderní Marseille) obviněn a vyhoštěn.
- Poslední rok galských válek Julia Caesara
  - březen – obléhání a vypálení Avarica.
  - duben–květen – obléhání a bitva u Gergovie.
  - červenec – bitva u Vingeanne. Caesar odráží se svými germánskými spojenci Vercingetorikův útok.
  - léto – obléhání Alesie, Caesar roztáhl své legie kolem oppida a postavil řetěz opevnění.
  - září – bitva u Alesie, kde Caesar porazil Galy pod vedením Vercingetorixe, který se vzdal 2. října.
  - zima – Caesar překročil Cevenny a poslal svou armádu skrz průsmyky pokryté sněhem, aby překvapil vzbouřené Arverny.

## Hlavy států
- Parthská říše – Oródés II. (58/57 – 38 př. n. l.)
- Egypt – Ptolemaios XII. Neos Dionýsos (80 – 51 př. n. l.)
- Čína – Suan-ti (dynastie Západní Chan)